# Keerthikuppa, Bangarapet
Keerthikuppa là một làng thuộc tehsil Bangarapet, huyện Kolar, bang Karnataka, Ấn Độ.